# Seul... à corps perdu
Pour les articles homonymes, voir À corps perdu.
Pour plus de détails, voir Fiche technique et Distribution.
Seul... à corps perdu est un film français réalisé par Jean Maley, sorti en 1963.

## Fiche technique
- Titre : Seul... à corps perdu
- Réalisation : Jean Maley
- Collaboration technique : Raymond Bailly
- Scénario : Marc Agi, Marc Bossu, Jean Maley, Denis Rouget et Louis Thérond
- Photographie : André Germain
- Décors : Jean Abribat
- Son : Jean-René Lecoq
- Musique : Camille Sauvage
- Montage : Jacques Mavel
- Sociétés de production : Impérial France Films - Pathé
- Directeur de production : Raymond Blondy
- Pays d'origine :  France
- Genre : Film policier
- Durée : 87 minutes
- Date de sortie : 
  - France : 20 mars 1963

## Distribution
- Gisèle Pascal : Lydia Simon
- Yves Massard : Laurent Bricourt
- Gérard Séty : Marc Forestier
- Paulette Dubost : La servante
- Jean Tissier : Le jardinier
- Robert Arnoux : Le rédacteur en chef
- Daniel Emilfork : Le valet de chambre
- Jacques Dynam
- Marguerite Pierry
- René Sarvil
- Albert Michel
- André Chanu
- Pierre Sergeol
- Jean-Paul Coquelin